# Де Йонг, Мейндерт
Мейндерт Де Йонг (нидерл. Meindert De Jong; 4 марта 1906 — 16 июля 1991) — американский детский писатель нидерландского происхождения.

## Биография
Де Йонг родился в селе Виерум, провинция Фрисландия, Нидерланды. В 1914 году его родители эмигрировали в США и поселились в городке Гранд-Рэпидс, штат Мичиган. Де Йонг учился в частных кальвинистских колледжах, впоследствии поступил в Чикагский университет, но его не окончил. Писать начал ещё во время учёбы в колледже.
Во время Великой депрессии М. Де Йонг сменил массу профессий — работал каменщиком, был церковным сторожем, могильщиком, преподавал в небольшом колледже в штате Айова. По предложению детского библиотекаря Де Йонг начал писать книги для детей. В 1938 году появился рассказ «Большой гусь и маленькая белая уточка» (англ. The Big Goose and the Little White Duck). Во время Второй мировой войны Де Йонг служил в ВВС США, некоторое время его часть была расквартирована в Китае.
После войны Де Йонг возобновил свою литературную деятельность, написав в общей сложности 27 книг, в семи из которых действие происходит в Нидерландах. Шесть книг Де Йонга были проиллюстрированы М.Сендаком. Произведения Де Йонга пользовались большой популярностью в 1950-е годы, но к 1970-м все чаще подвергались критике за сентиментальность, и в 1970-х Де Йонг прекратил свою литературную деятельность.
В течение нескольких лет жил в Мексике, после чего вернулся в США и прожил последние годы жизни в штате Мичиган.

## Награды
- Романы «Шадрах» и «Сэнди, спеши домой» номинировались на медаль Джона Ньюбери в 1954 году;
- В 1955 году рассказ «Колесо над школой» был награждён медалью Джона Ньюбери, в 1957 году — Немецкой премией за детскую литературу[нем.], а в 1963 году номинировался на американскую премию Lewis Carroll Shelf Award[2].
- В 1956 году роман «Дом шестидесяти отцов» получил премию Жозетты Франк[англ.], а также был награждён медалью Джона Ньюбери (1957).
- В 1962 году Де Йонг был удостоен Премии имени Х. К. Андерсена за вклад в детскую литературу. Он стал первым американским писателем, удостоенным этой премии.
- В 1969 году рассказ «Путешествие с Мятной улицы» выиграл первую Национальную книжную премию в категории «детская литература»[3].

### На русском языке
- Дейонг Мейндерт. Колесо на крыше. — Москва: Детская литература, 1980.

### На английском языке
- The Big Goose and the Little White Duck, 1938
- Smoke above the lane
- The Wheel on the school
- Dirk’s dog Bello
- The House of sixty fathers
- Along came a dog
- The Cat that walked a week
- The last little Cat
- The Tower by the sea
- Far out the long canal
- Shadrach
- A horse came running
- The Easter cat
- The singing hill
- Hurry home, Candy.